# Antoni Miralda

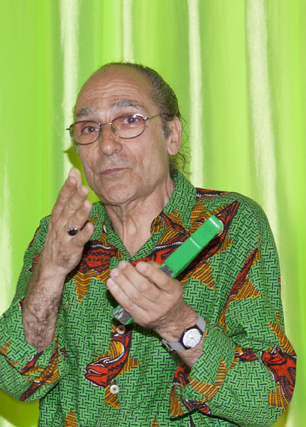
Antoni Miralda-Altar ego

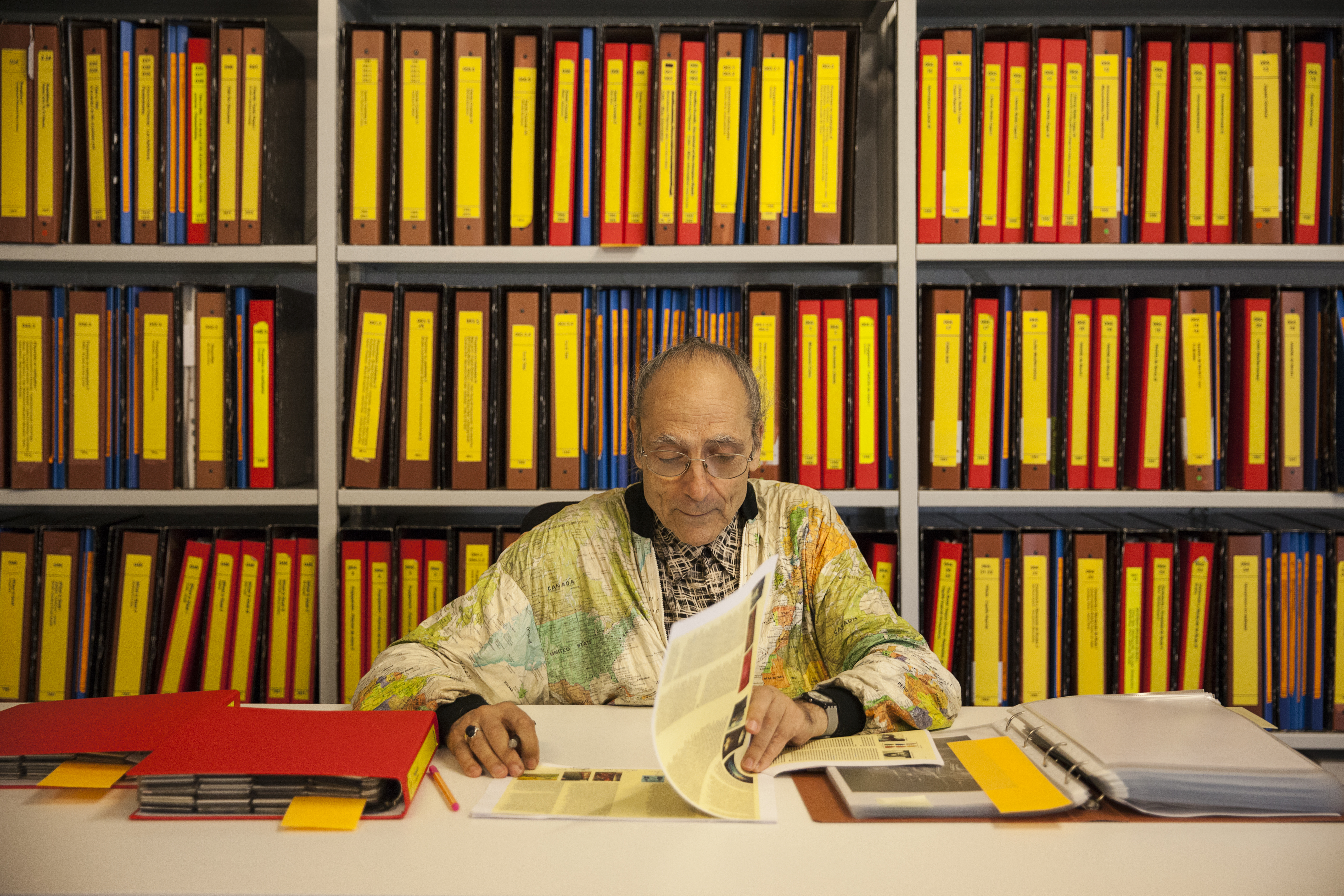
Antoni Miralda (2016)

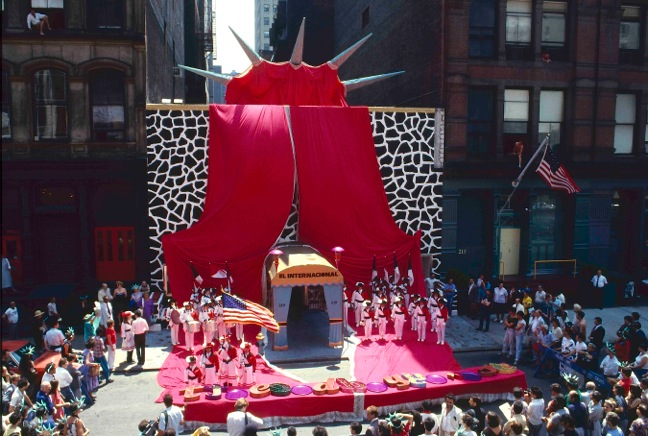
3.The Coronation Celebration, El Internacional

Antoni Miralda (* 1942 in Terrassa bei Barcelona, Katalonien) ist ein spanisch-französisch-amerikanischer Objektkünstler, Fotograf und Videokünstler.

## Leben und Werk
Miralda wuchs in den 1940er Jahren in der damaligen Textilstadt Terrassa in Katalonien auf. Als Sohn eines Textildesigners absolvierte auch er ein Studium an der Fakultät für Ingenieurwissenschaften Terrassa.
Als Reserveoffizier diente er beim Militär. Inspiriert von Blechdosen, in denen die Lebensmittel konserviert wurden, kam eines seiner ersten Werke, eine zwei Meter große Skulptur aus Büchsen, mit dem Titel „der General“, zustande.
Nach dem Militärdienst zog er 1962 nach Paris, wo er anfing zu zeichnen und dreidimensional zu arbeiten. Seinen Lebensunterhalt verdiente er zunächst als Fotograf für Modezeitschriften. 1967 entstanden die ersten Food Sculptures, die aus organischem Material bestehend an Objekte der Popkultur denken ließen.
Zwischen 1967 und 1971 arbeitete Miralda mit seiner damaligen Frau Dorothée Selz zusammen. 1970 verwandelte das Paar eine Pariser Galerie in ein Restaurant und servierte ein Dinner in vier Farben. 1971 auf der Biennale von Paris fand Rituel en quatre couleurs statt. Brotlaibe, Blumenkohl, Maiskolben und Berge von Reis, eingefärbt in hellrot, gelb, grün und blau wurden auf einen großen Tisch gehäuft, um dann, von maskierten Dienern in einfarbigen Kostümen, den Besuchern serviert zu werden.
Miralda zog 1972 nach New York und arbeitete eine Zeitlang allein. Christo und Arman halfen ihm, in der amerikanischen Kunstwelt Fuß zu fassen. Lange vor Rirkrit Tiravanija und Jennifer Rubell entwickelte Miranda Installationen aus Lebensmitteln. Seine Veranstaltungen und Buffets wurden immer aufwendiger. Er freundete sich mit Jeanne-Claude und dem australischen Kunstsammler, Mäzen und Textilkaufmann John Kaldor an und lebte zusammen mit Antoni Muntadas am Broadway.
Zur Eröffnung eines Showrooms in Surry Hills, einem Vorort von Sydney, der von dem australischen Künstler Mike Kitching für Kaldor konzipiert wurde, richtete Miralda ein Buffet, betitelt Coloured feast, aus. Er griff die Texturen und Farben der John Kaldor Textilien auf, um einen Tisch mit enormen Ausmaßen in der Empfangshalle des Showrooms bis an die Ränder mit farbigen, kalten Speisen für dreihundert Personen zu bestücken.
1979 wurde Miralda Fellow am Massachusetts Institute of Technology und beschäftigte sich mit Videokunst und Dokumentationen. Für eines seiner Projekte nahm er die Zubereitung von Speisen in unterschiedlichen Restaurantküchen auf.
Das Honeymoon Project, eine Serie von Aktionen und Ausstellungen von Fotografien und Kunstobjekten, welche die symbolische Hochzeit der New Yorker Freiheitsstatue mit dem Kolumbus-Denkmal in Barcelona zum Thema haben, fand zwischen 1986 und 1992 statt.
Miralda lebt und arbeitet in einem Loft in New York sowie in Miami, Florida. Zusammen mit seiner Kollegin und Partnerin Montse Guillén, einer bekannten Köchin, eröffnete er 1984 ein Restaurant, die Tapas/Bar „El Internacional“ in New York's Tribeca. Das Restaurant „Big Fish Mayaimi“ in Miami wurde 1996 eröffnet. Am „Food Pavillon“ auf der Expo 2000 arbeitete Miralda mit seinem Team und Montse Guillén. 2001 wurde „TransEAT“ in Miami und 2002 das „Meeting Point Café“ eröffnet. Über dies hinaus gründeten sie das „Food Culture Museum“ in Barcelona.

## Ausstellungen (Auswahl)
Die Objekte/Aktionen von Miralda wurden 1977 auf der documenta 6 und der 17. Biennale von São Paulo gezeigt. Retrospektiven fanden im CaixaForum Barcelona, dem Institut Valencià d’Art Modern und auf der Biennale di Venezia statt.